# Øyvind Sauvik
Pour les articles homonymes, voir Vinni.
Øyvind Sauvik (né à Arendal, en Norvège le 3 février 1976), plus connu sous son nom de scène Vinni, est un musicien de hip-hop norvégien.

## Discographie